# Peel Plaza
Peel Plaza is een artistiek kunstwerk in Amsterdam-Oost.
Het uit 2022 stammend werk is een ontwerp van Gabriel Lester, die hier een terras inrichtte voor mensen uit de omgeving. Het terras is opgebouwd uit het weerbestendige cortenstaal en hout uit soorten Bilinga en Cumaru (deze zijn het geschiktst voor straatmeubilair aldus Grijsen). Het werd omschreven als een boeket van beweging. Gabriel Lester probeert met het werk tijd om te zetten in beeldvorming. Al eerder kwamen in dat thema Bos Peel in Amsterdamse Bos en Tussentijd in het Funenpark tot stand. Lester past daarbij iedere keer krulvorming toe, zo ook bij Peel Plaza. De uitleg van de kunstenaar is dat het werk weliswaar stilstaat langs het verkeersdrukke Weesperplein, maar constant verandert doordat mensen er langs- of omheenlopen of wel even gaan zitten en daarna weer opstaan om hun weg te vervolgen. Hij beschouwt de bezoekers als onderdeel van het stadspodium dan wel kunstwerk. Centraal tussen al die krullen staan zes tafels met bankjes om even te gaan zitten. ’s Avonds wordt de contouren van het werk door middel van LED verlicht.
Het werk al enige tijd aangekondigd, maar de verbouwing van Diamantbeurs aan de Nieuwe Achtergracht tot Capital C, naar eigen zeggen een creatieve hub, liep uit en duurde uiteindelijk zes jaar. Het beeld werd niet onthuld, maar op 26 augustus 2022 in gebruik genomen. Het bedrijf is terug te vinden in het werk met een grote letter C. Voor de constructie werd samenwerking gezocht met de Firma Grijsen Park & Straatdesign te Winterswijk; zij hadden op het Weesperplein al een aantal terrasconstructies geplaatst. 

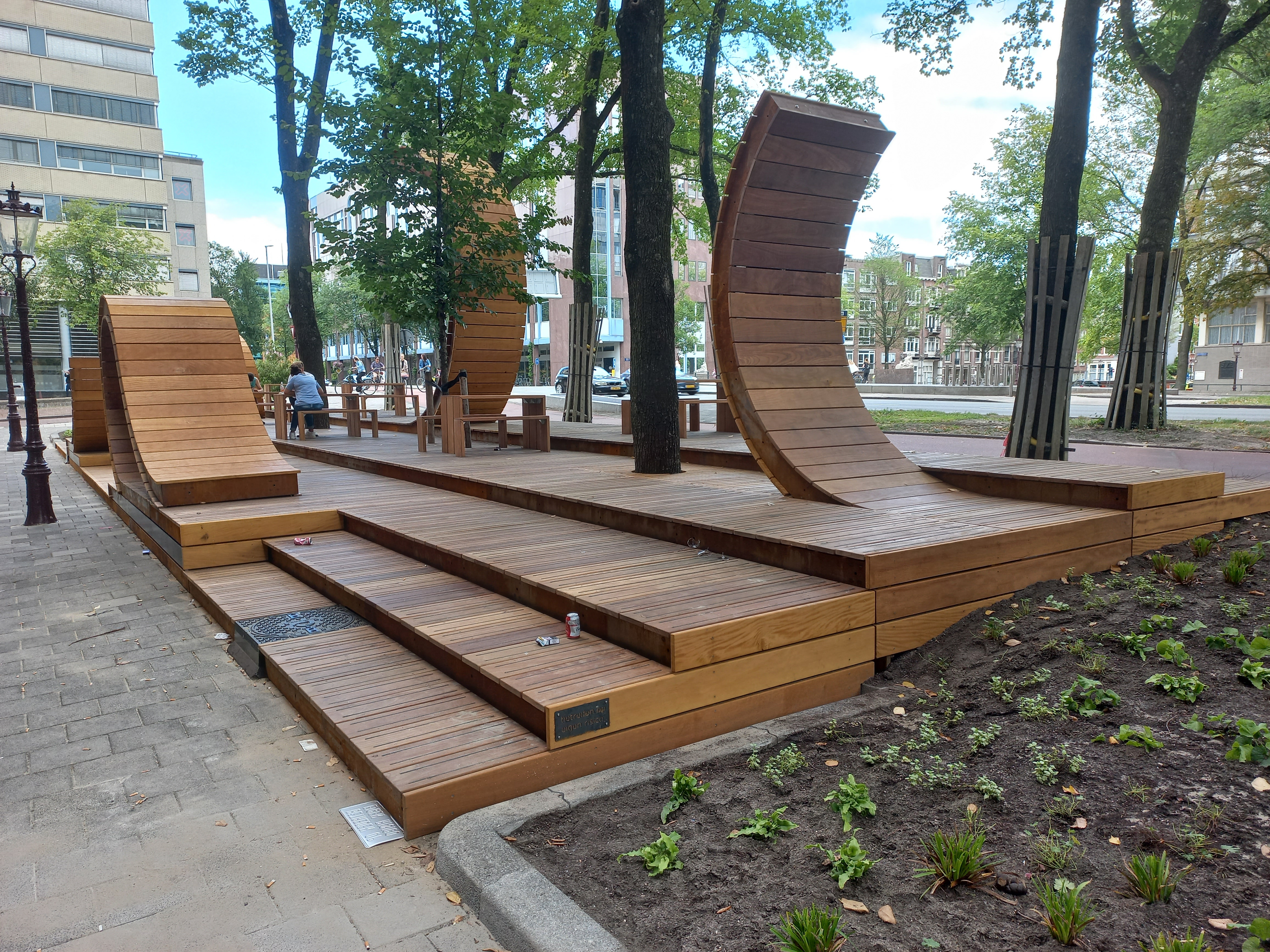
Overzichtsfoto (augustus 2022)